# Xã Long Rapids, Michigan
Xã Long Rapids (tiếng Anh: Long Rapids Township) là một xã thuộc quận Alpena, tiểu bang Michigan, Hoa Kỳ. Năm 2010, dân số của xã này là 1.010 người.